# Oficina Especial para la India

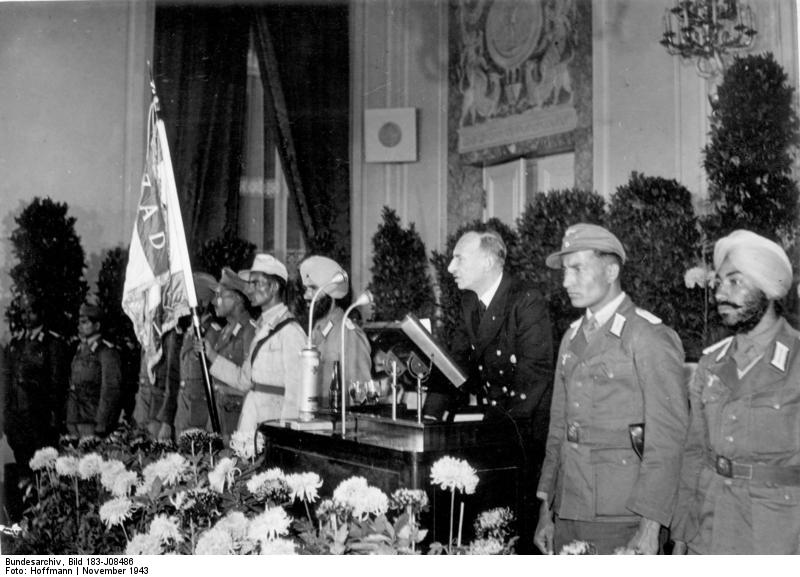
El director de la Oficina Especial para la India y el secretario de Estado, Wilhelm Keppler, transmitieron "el saludo del ministro de Relaciones Exteriores alemán Joachim Ribbentrop" en una función en el Hotel Kaiserhof el 18 de noviembre de 1943. La reunión se celebró para celebrar la formación en Singapur de el Gobierno Provisional para una India Libre del nacionalista indio Subhas Chandra Bose, que había salido de Alemania seis meses antes.

La Sonderreferat Indien, traducido de diversas formas al español como, Oficina Especial para la India, Oficina Especial India o Sección para Asuntos Indios, fue una sección o oficina establecida dentro del Departamento de Información del Ministerio de Asuntos Exteriores de la Alemania nazi a finales de la primavera de 1941 en respuesta a una propuesta o memorando escrito por el nacionalista indio Subhas Chandra Bose, que había llegado a Alemania a principios de abril de ese año. La función principal de la oficina era ayudar a Bose en su trabajo, servir de enlace con Bose y movilizar una legión india, compuesta por prisioneros de guerra indios capturados por el Afrika Korps de Erwin Rommel, para ayudar al ejército alemán en una futura invasión terrestre de la India. Una intervención militar en India, uno de los dos puntos principales de la propuesta de Bose, había recibido en un principio una tibia respuesta del ministro de Asuntos Exteriores alemán Joachim von Ribbentrop, pero poco después recibió el inesperado apoyo de Adolf Hitler, quien vio la batalla por India como consecuencia natural de una exitosa invasión alemana de Rusia y una oportunidad para asestar el golpe definitivo al Imperio Británico.
Wilhelm Keppler, entonces subsecretario de Estado en el Ministerio de Asuntos Exteriores de Alemania, que tenía acceso directo a Ribbentrop, fue nombrado director de la oficina. La mayor parte del trabajo diario, sin embargo, pasó a ser responsabilidad de Adam von Trott zu Solz, un funcionario antinazi que tenía algún conocimiento de la India. Inmediatamente debajo de von Trott estaba su viejo amigo Alexander Werth, quien anteriormente había sido encarcelado por los nazis durante algunos años. El personal restante de la oficina incluía a F.J. Furtwaengler, A.F. Richter, H.T. Leipoldt, el profesor Alsdorf (un indólogo que, durante su mandato en la oficina, publicó el Deutsch-Indische Geistesbeziehungen (Conexiones Intelectuales Germano-Indias) (1942) y el Indien und Ceylon (1943)), la señora Kruse, el doctor Kretschmer, el barón von Zitzewitz, el barón von Lewinski, el señor Assmann y el señor Trump. Se requirió que Bose fuera llamado Su Excelencia por orden de los altos funcionarios del Ministerio de Asuntos Exteriores.
Con el tiempo, la oficina se convirtió en un refugio para los antinazis, especialmente el propio von Trott, que utilizó su posición como tapadera para sus "actividades clandestinas en el extranjero". Von Trott viajó a "Suiza, Turquía, Escandinavia y toda la Europa ocupada por los nazis" aparentemente por asuntos de la Oficina Especial, pero en realidad intentó acercarse a los oficiales militares alemanes que se oponían a las políticas nazis y, en el proceso, arriesgando su vida. Von Trott sería ejecutado por los nazis en 1944. Bose probablemente no estaba al tanto del trabajo antinazi de von Trott, en parte porque Bose y von Trott no desarrollaron una amistad personal o confianza mutua, aunque algunos estudiosos posteriores intentaron retratar a Bose como un antinazi sugiriendo una amistad. Según el historiador Leonard A. Gordon, von Trott, "[...]sintiendo que Bose no entendía la tiranía nazi y cómo estaba destruyendo lo mejor de la tradición alemana, [...]retuvo su más profunda simpatía e íntima amistad con Bose."